# Caterina de Bragança
Caterina Enriqueta de Bragança (Vila Viçosa, 25 de novembre de 1638 - Lisboa, 31 de desembre de 1705), va ser Infanta de Portugal i Reina Consort d'Anglaterra, Escòcia i Irlanda, com a esposa del rei Carles II d'Anglaterra i d'Escòcia.

## Joventut

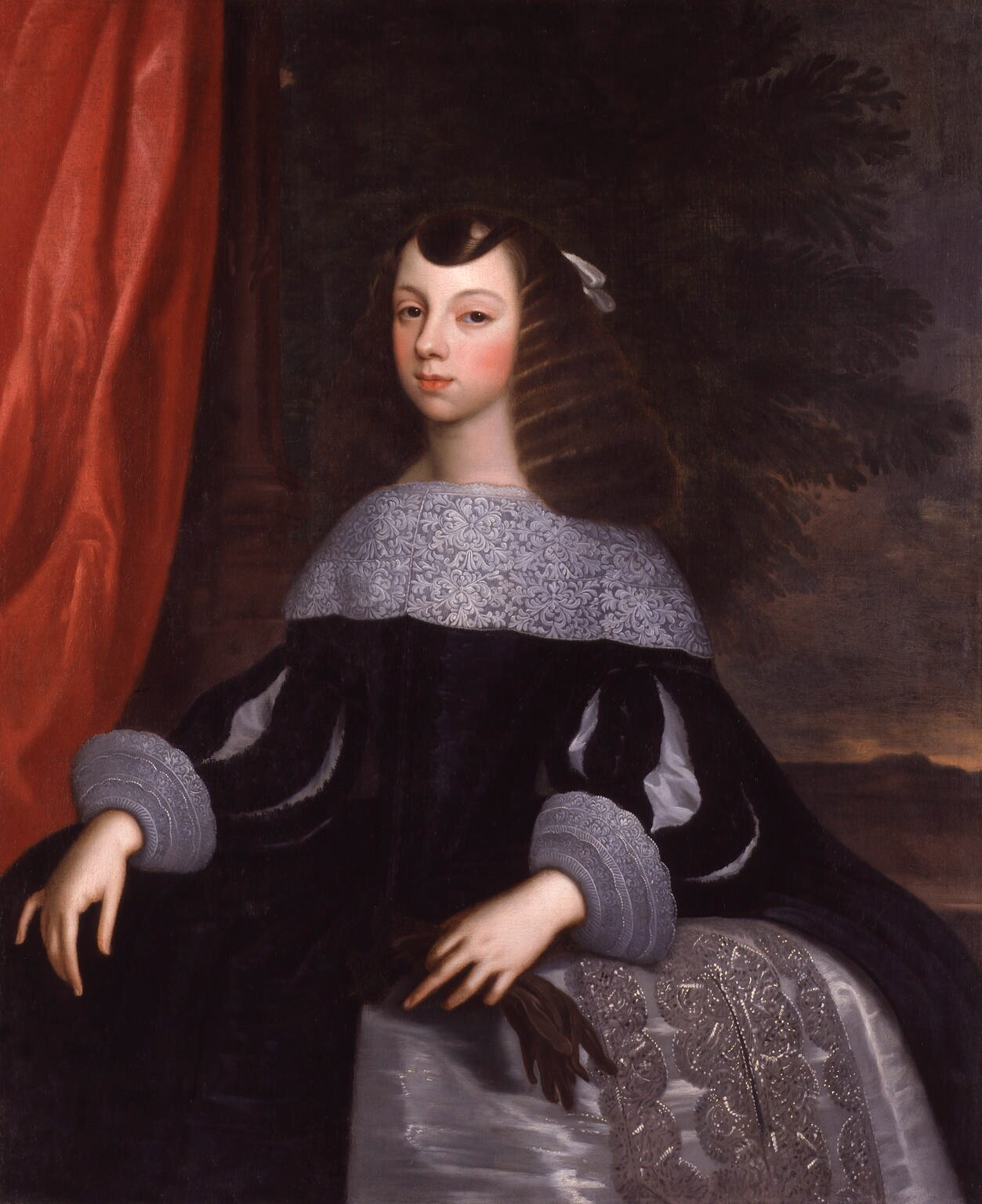
Retrat fet al voltant de 1660

La infanta Caterina Enriqueta de Portugal va néixer en Vila Viçosa el 25 de novembre de 1638. Quarta dels 7 fills del duc Joan II de Bragança -després rei Joan IV de Portugal- i de Lluïsa de Guzmán. Per la seva mare, ella era una 2a besneta de Sant Francesc de Borja. Encara que ella va rebre educació en un convent, l'educació de Caterina va ser estretament supervisada per la seva mare.
Després de la restauració de la Dinastia Bragança, i l'accés del seu pare al tron l'1 de desembre de 1640, en diverses circumstàncies la van proposar com a núvia per a Joan Josep d'Àustria, Francesc de Vendôme, Lluís XIV de França i Carles II d'Anglaterra i d'Escòcia. Se la va considerar un conducte útil per establir una aliança entre Portugal i Anglaterra, després del Tractat dels Pirineus en 1659 en el qual Portugal havia estat menystingut per França.
En ser restaurat Carles al tron anglès en 1660, la mare de Caterina va tornar a obrir negociacions amb els seus consellers, i es va firmar un tractat de matrimoni el 23 de juny de 1661.
Com a part del dot, la corona portuguesa va cedir a Anglaterra la ciutat de Tànger, al Marroc, i l'illa de Bombai (a la badia de João Bom), a l'Índia.

## Com a reina consort
Caterina es va casar per poders a Lisboa el 23 d'abril de 1662 amb el rei Carles II d'Anglaterra i d'Escòcia. Després de la seva arribada a Portsmouth el 14 de maig de 1662, la parella es va casar en dues cerimònies - una Catòlica realitzada en secret, seguida per un servei públic anglicà - el 21 de maig de 1662, a la ciutat de Portsmouth.
Catalina no era una reina particularment popular, per ser catòlica romana, i a causa d'això no podia ser coronada, ja que els catòlics romans tenien prohibit participar en serveis anglicans. Inicialment Caterina va afrontar dificultats a causa de l'idioma, les infidelitats del rei i els conflictes polítics entre catòlics romans i anglicans. Amb el temps, el seu decòrum, tranquil·litat, lleialtat i afecte genuí envers Carles van canviar la percepció de la gent respecte a ella.
Malgrat la reputació que tenia Carles de faldiller, Caterina mai no va poder donar-li un hereu viu; tot i que va tenir 3 embarassos -l'últim dels quals va ser en 1669-, tots van acabar en avortaments. La seva posició es tornava difícil a mesura que Carles continuava tenint bastards amb les seves amants; tanmateix ell va insistir que la tractessin amb respecte, i va refusar divorciar-se'n. Després de la mort de Carles en 1685, Catalina va romandre a Anglaterra durant el regnat del seu cunyat Jaume II d'Anglaterra i VII d'Escòcia, i va tornar a Portugal en ser entronitzats en forma conjunta Guillem III d'Anglaterra i II d'Escòcia i Maria II d'Anglaterra i d'Escòcia.
Caterina va morir a Lisboa, el 31 de desembre de 1705, als 67 anys, i va ser sepultada a la cripta reial de l'església de Sao Vicente de Fora, Portugal.
Caterina és famosa per haver introduït el costum de prendre el te a Anglaterra.